# Valor A

O valor A para um grupo metil é 1,74 como derivado do equilíbrio químico acima. Isso significa que custa 1,74 kcal / mol (7,3 kJ / mol) de energia para ter um grupo metil na posição axial em comparação com a posição equatorial

O valor A para um radical orgânico é a diferença na energia livre de Gibbs (ΔG) entre as conformações quando o radical está na posição axial e equatorial para cicloexano monossubstituído.
{\displaystyle A=\Delta G_{ax.}-\Delta G_{eq.}}
A conformação mais estável ocorre quando o radical está em equatorial, e assim o valor de ΔGeq. é menor do que ΔGax. , e o A é positivo.
Atribui-se esta diferença de energia à repulsão no espaço entre os grupos quando o radical está na posição equatorial.

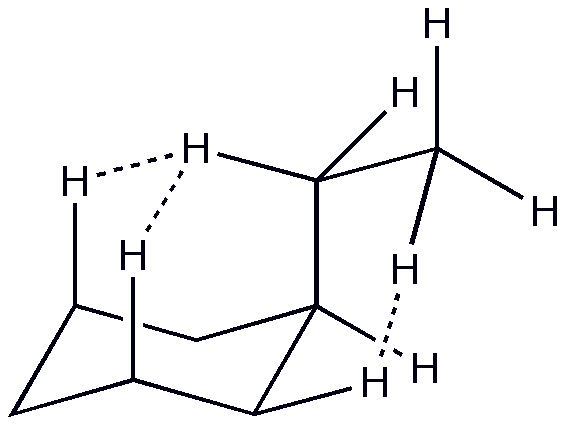
representação das interações repulsivas entre o grupo etil na posição axial e os hidrogênios do cicloexano

Uma tabela destes valores está mostrada a seguir:
| Substituinte | valor A |          | Substituinte | valor A   |      | Substituinte | valor A |
| D            | 0,006   | CH2Br    | 1,79         | OSi(CH3)3 | 0,74 |              |         |
| F            | 0,15    | CH(CH3)2 | 2,15         | OH        | 0,87 |              |         |
| Cl           | 0,43    | c-C6H11  | 2,15         | OCH3      | 0,6  |              |         |
| Br           | 0,38    | C(CH3)3  | >4           | OCD3      | 0,56 |              |         |
| I            | 0,43    | Ph       | 3            | OCH2CH3   | 0,9  |              |         |
| CN           | 0,17    | C2H      | 1,35         | O-Ac      | 0,6  |              |         |
| NC           | 0,21    | CO2−     | 1,92         | O-TFA     | 0,68 |              |         |
| NCO          | 0,51    | CO2CH3   | 1,27         | OCHO      | 0,27 |              |         |
| NCS          | 0.28    | CO2Et    | 1,2          | O-Ts      | 0,5  |              |         |
| N=C=NR       | 1       | CO2iPr   | 0,96         | ONO2      | 0,59 |              |         |
| CH3          | 1,7     | COCl     | 1,25         | NH2       | 1,6  |              |         |
| CF3          | 2.1     | COCH3    | 1,17         | NHCH3     | 1    |              |         |
| CH2CH3       | 1,75    | SH       | 0,9          | N(CH3)3   | 2,1  |              |         |
| CH=CH2       | 1,35    | SMe      | 0,7          | NH3+      | 1,9  |              |         |
| CCH          | 0,41    | SPh      | 0,8          | NO2       | 1,1  |              |         |
| CH2tBu       | 2       | S−       | 1,3          | HgBr      | ~0   |              |         |
| CH2OTs       | 1,75    | SOPh     | 1,9          | HgCl      | 0,3  |              |         |
|              |         | SO2Ph    | 2,5          | Si(CH3)3  | 2,5  |              |         |

É importante notar que os valores A não prevêem o tamanho físico de uma molécula, apenas o efeito estérico. Por exemplo, o grupo terc-butil (valor A = 4,9) tem um valor A maior que o grupo trimetilsilil (valor A = 2,5), mas o grupo terc-butil ocupa realmente menos espaço. Essa diferença pode ser atribuída ao maior comprimento da ligação carbono-silício em comparação com a ligação carbono-carbono do grupo terc-butil. A ligação mais longa permite menos interações com substituintes vizinhos, o que efetivamente torna o grupo trimetilsilil menos estereoquimicamente prejudicial, diminuindo, assim, seu valor A. [2] Isso também pode ser visto ao comparar os halogênios. O bromo, o iodo e o cloro têm valores A similares, embora seus raios atômicos sejam diferentes. [4] Os valores A, então, prevêem o tamanho aparente de um substituinte, e os tamanhos aparentes relativos determinam as diferenças nos efeitos estéricos entre os compostos. Assim, os valores A são ferramentas úteis na determinação da reatividade de compostos em reações químicas.